# Atherigona freyi
Atherigona freyi är en tvåvingeart som beskrevs av Fritz Isidore van Emden 1958. Atherigona freyi ingår i släktet Atherigona och familjen husflugor. Inga underarter finns listade i Catalogue of Life.